# لورن شرایور
لورن شرایور (به انگلیسی: Loren Shriver) فضانورد اهل ایالات متحده آمریکا است که در ۲۳ سپتامبر ۱۹۴۴ میلادی در جفرسون، آیووا زاده شد. وی در مأموریت اس‌تی‌اس-۵۱-سی، اس‌تی‌اس-۳۱، اس‌تی‌اس-۴۶ حضور داشته است.